# Vertemate con Minoprio
Vertemate con Minoprio é uma comuna italiana da região da Lombardia, província de Como, com cerca de 3.864 2003 habitantes. Estende-se por uma área de 5,77 km², tendo uma densidade populacional de 670 hab/km². Faz fronteira com Cadorago, Cantù, Cermenate, Cucciago, Fino Mornasco.

## Demografia
| Variação demográfica do município entre 1861 e 2011                               |
|                                                                                   |
| Fonte: Istituto Nazionale di Statistica (ISTAT) - Elaboração gráfica da Wikipedia |